# 301794 Antoninkapustin
301794 Antoninkapustin este un asteroid din centura principală de asteroizi.

## Descriere
301794 Antoninkapustin este un asteroid din centura principală de asteroizi. A fost descoperit pe 12 iunie 2010 la Zelenchukskaya Station de Timur V. Kryachko. Asteroidul prezintă o orbită caracterizată de o semiaxă mare de 3,17 ua, o excentricitate de 0,14 și o înclinație de 25,0° în raport cu ecliptica.